# Cinglera de la Rovira de Sant Amanç
La Cinglera de la Rovira de Sant Amanç, o, simplement, Cinglera de la Rovira, és una cinglera del terme municipal de Monistrol de Calders, del Moianès.
Està situada al nord-oest del poble de Monistrol de Calders, molt a prop del límit termenal amb Calders. És al nord-oest de la masia de la Païssa i al sud-est de la de Sant Amanç, sota i a migdia de la Rovira de Sant Amanç.